# 她 (1970年電影)
《她》為1970年越南共和國愛情電影，於1970年上映，片長90分鐘，由黎夢煌執導，越南電影公司出品、製作及發行，沈翠姮主演。本片根據作家裴黃書（Bùi Hoàng Thư）的同名小說改編，也是導演黎夢煌其中一部電影代表作。

## 劇情介紹
一個很難融入生活的孤女，憑著自己的決心，克服了一切困難生存下來，人性化地生活的故事。

## 演員陣容
| 角色名稱 | 演員   | 備註 |
| -------- | ------ | ---- |
|          | 沈翠姮 |      |
|          | 羅瑞新 |      |
|          | 春 蓉  |      |
|          | 陳 光  |      |
|          | 高 兄  |      |
|          | 越 雄  |      |
|          | 方懷珍 |      |
|          | 段千金 |      |
|          | 艷 喬  |      |
|          | 美 芝  |      |
|          | 尊室勤 |      |
|          | 文 佳  |      |
|          | 李國茂 |      |
|          | 錦 紅  |      |
|          | 垂 靈  |      |
|          | 金 蓮  |      |
|          | 小春翠 |      |

## 獎項

### 獲獎
- 第17屆亞洲影展（1971年）[1][2]

- 「最佳黑白攝影獎」：陳文歷

## 外部連結
- 互联网电影数据库（IMDb）上《她》的资料（英文）